# Gmina Levanjska Varoš
Gmina Levanjska Varoš (chorw. Općina Levanjska Varoš) – gmina w Chorwacji, w żupanii osijecko-barańskiej.

## Miejscowości i liczba mieszkańców (2011)
- Borojevci - 0
- Breznica Đakovačka - 345
- Čenkovo - 0
- Levanjska Varoš - 303
- Majar - 148
- Milinac - 28
- Musić - 75
- Ovčara - 23
- Paučje - 55
- Ratkov Dol - 28
- Slobodna Vlast - 189